# Eric Quigley
 Eric Quigley  nacido el 30 de enero de 1989 es un tenista profesional estadounidense.

## Carrera
Su mejor ranking individual es el N.º 297 alcanzado el 17 de agosto de 2015, mientras que en dobles logró la posición 219 el 29 de febrero de 2016.
No ha logrado hasta el momento títulos de la categoría ATP ni de la ATP Challenger Tour, aunque sí ha obtenido varios títulos Futures tanto en individuales como en dobles.